# Холмогорская (станция)
Холмогорская — пассажирско-грузовая железнодорожная станция Архангельского региона Северной железной дороги.
Станция находится в посёлке Холмогорская Холмогорского сельского поселения Плесецкого района Архангельской области, на линии Обозерская — Архангельск, в 80 км к югу от областного центра города Архангельска.

## Дальнее следование по станции
По состоянию на декабрь 2018 года по станции курсируют следующие поезда дальнего следования:
| № поезда      | Маршрут движения              | № поезда      | Маршрут движения              |
| ------------- | ----------------------------- | ------------- | ----------------------------- |
| 9             | Архангельск — Санкт-Петербург | 10            | Санкт-Петербург — Архангельск |
| 115 «Поморье» | Северодвинск — Москва         | 116 «Поморье» | Москва — Северодвинск         |
| 117 «Поморье» | Архангельск — Москва          | 118 «Поморье» | Москва — Архангельск          |
| 371           | Архангельск — Котлас          | 372           | Котлас — Архангельск          |